# Dirk Verbeuren

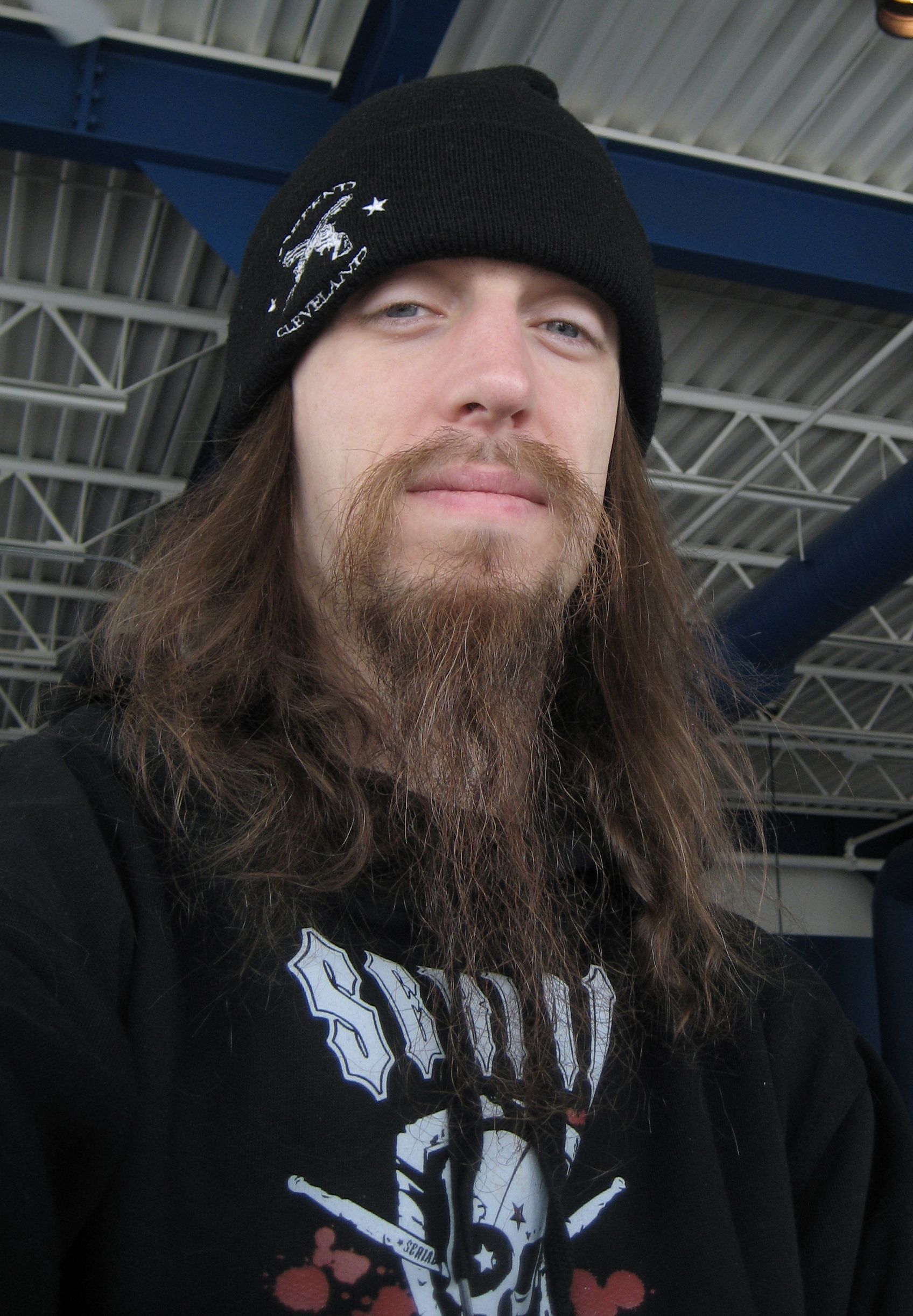
Dirk Verbeuren (2009)

Dirk Verbeuren (* 1975 in Wilrijk, Antwerpen) ist ein belgischer Schlagzeuger.

## Biographie
Verbeuren begann sich bereits in der Grundschule mit Musik zu beschäftigen, er spielte sieben Jahre lang Violine. Seine Familie zog 1988 nach Paris, dort studierte er Piano und E-Gitarre. 1991 entdeckte er seine Begabung als Schlagzeuger und begann mit anderen Musikern zu spielen.
1993 zog er nach Nancy um Schlagzeug an der Music Academy International (MAI) zu lernen. Im Oktober des gleichen Jahres gründete er zusammen mit Gitarrist Patrick Martin die Thrash-Metal-Band Scarve. Außerdem wurde er Schlagzeug-Lehrer an der MAI.
Zeitweise war er als Session-Drummer für verschiedene Metal-Bands wie Soilwork, Sybreed oder Lyzanxia tätig. Mittlerweile ist er fester Schlagzeuger von Soilwork, Scarve, Megadeth und One Way Mirror.

## Diskografie

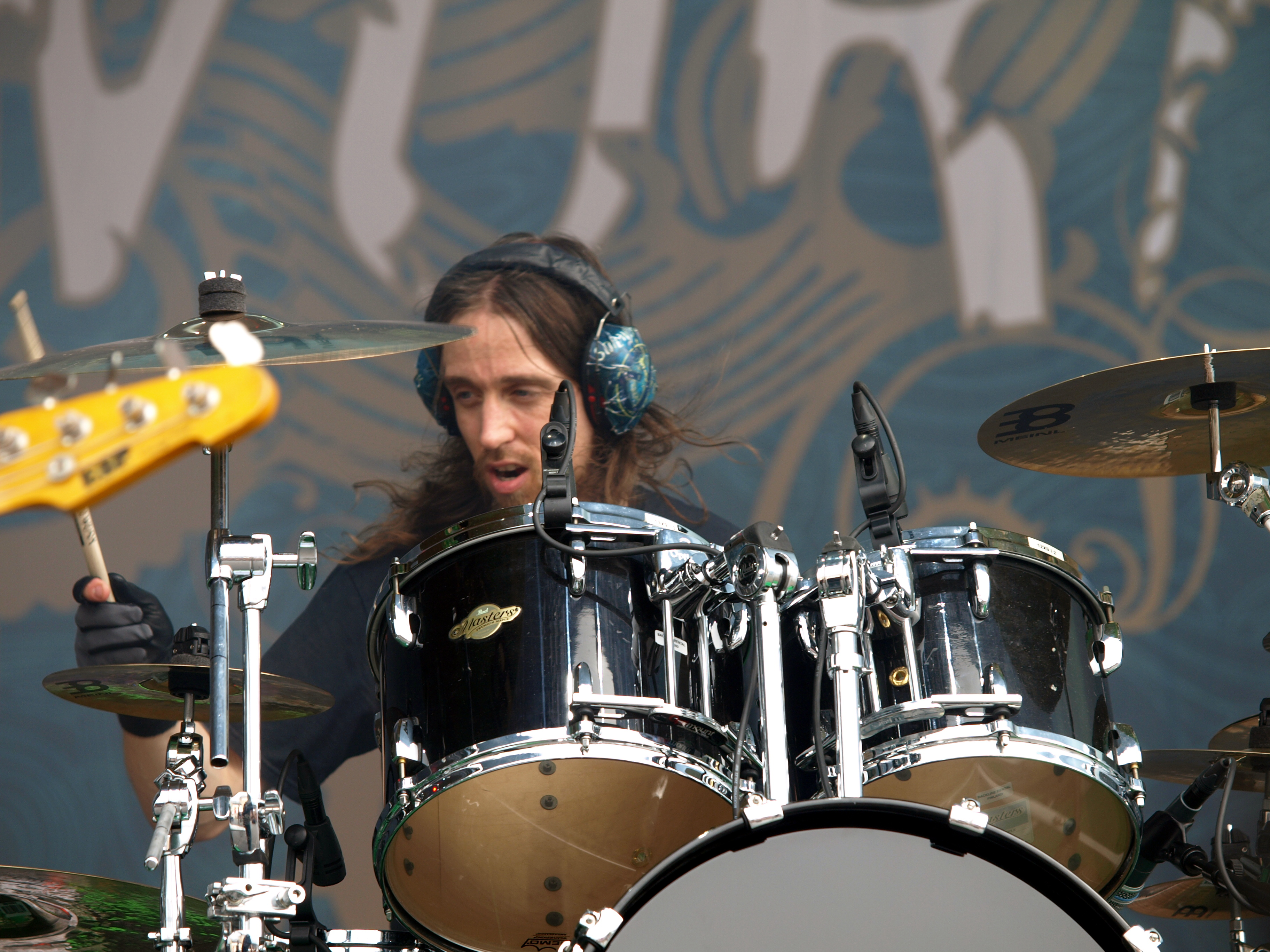
Verbeuren mit Soilwork, 2016

### Artsonic
- 1998: Fake

### Scarve
- 2000: Translucence
- 2002: Luminiferous
- 2004: Irradiant
- 2007: The Undercurrent

### Phazm
- 2004: Hate at First Seed

### Soilwork
- 2005: Stabbing the Drama
- 2007: Sworn to a Great Divide
- 2010: The Panic Broadcast
- 2013: The Living Infinite
- 2015: The Ride Majestic

### Sonstige
- 2003: Aborted – Goremageddon: The Saw & The Carnage Done
- 2007: Sybreed – Antares
- 2008: Warrel Dane – Praises to the War Machine
- 2008: One-Way Mirror – One-Way Mirror
- 2010: Aborted – Coronary Reconstruction
- 2011: Devin Townsend Project – Deconstruction
- 2012: Jeff Loomis – Plains of Oblivion
- 2019: Darkride – Weight of the World